# Wuhladko
Wuhladko (Perspectiva) és el nom d'un programa de televisió en alt sòrab, que és de difusió mensual des de setembre de 2005, presidit per Bogna Koreng, de la Ràdio Central d'Alemanya (MDR). Tracta de mostrar temes que tracten principalment amb dels sòrabs de Lusàcia, així com la política general de Saxònia i Alemanya.
S'exposen les contribucions a la cultura, la vida quotidiana, costums, tradicions i artesanies tradicionals dels sòrabs a Alemanya.
El programa Wuhladko en alt sòrab és l'equivalent de l'emissió en baix sòrab Łužyca, que des de 1992 és transmès cada quatre setmanes per la Rundfunk Berlin-Brandenburg (RBB). Els seus moderadors són Christian Matthee i Anja Pohontsch.

## Font
- Informació al web de la MDR